# Fernando Gasparian
Fernando Gasparian (São Paulo, 27 de janeiro de 1930 – São Paulo, 7 de outubro de 2006) foi um empresário, editor e político brasileiro filiado ao Partido do Movimento Democrático Brasileiro. Atuou como Deputado federal na Assembleia Constituinte de 1988. Como constituinte, ficou famoso por ter elaborado o polêmico § 3º do art. 192 da Constituição brasileira de 1988, que limitava a taxa de juros reais a 12% ao ano.

## Biografia
Fernando nasceu no bairro do Belém, antiga área industrial da cidade de São Paulo, sendo terceiro dos sete filhos de Gaspar, imigrante armênio, industrial do ramo de tecelagem, e de Zília Gasparian, filha de imigrantes portugueses. Fez seus estudos secundários no Colégio Rio Branco, na capital. Ingressou na Escola de Engenharia da Universidade Presbiteriana Mackenzie em 1948, onde teve intensa militância estudantil e presidiu o Centro Acadêmico Horácio Lane. Foi também presidente da União Estadual dos Estudantes de São Paulo, em 1951. Em 1952, graduou-se em engenharia.
Em 1953, integrou o grupo responsável pela segunda fase do Jornal de Debates, dirigido por Matos Pimenta e integrado por Rubens Paiva, Almino Afonso e Marcos Pereira. Nacionalista, engajou-se na luta pela manutenção da Petrobras e do monopólio estatal do petróleo. Nessa época, filiou-se ao Partido Socialista Brasileiro.
Em 1968, após a decretação do Ato Institucional n.º 5, foi acusado de financiar manifestações contrárias ao governo. Em 1969, teve cassados todos os seus cargos em sindicatos patronais, acusado de contrariar a ordem social vigente, e saiu do país. Foi convidado para ser professor na Universidade de Nova Iorque e posteriormente, na Universidade de Oxford, onde permaneceu por dois anos, como professor convidado. Voltou ao Brasil em 1972, fundou o semanário Opinião e, depois, os Cadernos de Opinião. Uma das principais vozes de oposição ao regime militar, Opinião teve entre seus colaboradores Antônio Calado, Celso Furtado, Oscar Niemeyer, Fernando Henrique Cardoso, Paulo Francis e Francisco Weffort. O jornal também publicava um encarte do jornal Le Monde, em português.
Gasparian foi proprietário da editora Paz e Terra e também fundador da livraria e a revista Argumento. Gasparian foi amigo de Paulo Freire. Como editor, recebeu, na Editora Paz e Terra, de sua propriedade, os originais de Pedagogia do Oprimido, "contrabandeados" para o Brasil pelo político e diplomata suíço Jean Ziegler. Mesmo que o autor fosse um exilado cujas obras estivessem proibidas pela censura da ditadura civil-militar brasileira (1964–1985), Gasparian publicou a obra e a divulgou pelo país, arrostando a censura prévia e a perseguição política de que também era alvo.
Casado com Dalva Funaro, irmã de Dilson Funaro, tiveram quatro filhos: Helena, Laura, Eduardo e Marcus. Fernando Gasparian morreu em outubro de 2006, aos 76 anos, vítima de uma infecção generalizada.
No filme Ainda Estou Aqui, de 2024, foi interpretado pelo ator Charles Fricks, enquanto Dalva, sua esposa, foi interpretada pela atriz Maeve Jinkings.